# 덕양구의 행정 구역

## 행정 구역
덕양구의 행정 구역은 32개의 법정동을 21개의 행정동으로 나누어 관리를 하고 있으며, 19동 397통 2,387반으로 구성되어 있다. 덕양구의 면적은 165.51km2로 시의 61.8%를 차지하고 있고, 인구는 2012년 8월 1일일 기준으로 153,342세대, 391,832명이다. 행신3동은 5만 명 이상이 거주하고 있으며, 화정1동도 4만명 이상이 거주하고 있다. 2012년 8월 1일 기준으로 인구 및 면적은 다음과 같다.
| 행정동  | 한자   | 면적   | 세대    | 인구    | 행정 지도 |
| ------- | ------ | ------ | ------- | ------- | --------- |
| 주교동  | 舟橋洞 | 5.62   | 8,279   | 19,964  |           |
| 원신동  | 元新洞 | 12.69  | 979     | 2,170   |           |
| 흥도동  | 興道洞 | -      | -       | -       |           |
| 성사1동 | 星沙洞 | 2.18   | 10,820  | 26,541  |           |
| 성사2동 | 星沙洞 | 0.92   | 4,761   | 12,922  |           |
| 효자동  | 孝子洞 | 25.34  | 1,555   | 3,168   |           |
| 삼송1동 | 三松洞 | -      | -       | -       |           |
| 삼송2동 | 三松洞 | -      | -       | -       |           |
| 창릉동  | 昌陵洞 | 11.57  | 2,118   | 4,178   |           |
| 고양동  | 高陽洞 | 25.03  | 12,825  | 33,615  |           |
| 관산동  | 官山洞 | 15.05  | 11,809  | 28,904  |           |
| 능곡동  | 陵谷洞 | 13.77  | 8,160   | 20,277  |           |
| 화정1동 | 花井洞 | 2.31   | 16,561  | 43,659  |           |
| 화정2동 | 花井洞 | 1.94   | 12,584  | 36,704  |           |
| 행주동  | 幸州洞 | 6.01   | 10,397  | 23,322  |           |
| 행신1동 | 幸信洞 | 0.69   | 9,223   | 25,829  |           |
| 행신2동 | 幸信洞 | 4.28   | 13,667  | 37,820  |           |
| 행신3동 | 幸信洞 | -      | -       | -       |           |
| 행신4동 | 幸信洞 | -      | -       | -       |           |
| 화전동  | 花田洞 | 7.30   | 2,846   | 5,293   |           |
| 대덕동  | 大德洞 | 10.79  | 2,213   | 4,861   |           |
| 덕양구  | 區計   | 165.51 | 152,459 | 390,827 |           |

## 법정동
| 행정동  | 법정동                         |
| ------- | ------------------------------ |
| 주교동  | 주교동, 성사동                 |
| 원신동  | 원당동, 신원동                 |
| 흥도동  | 원흥동, 도내동, 성사동         |
| 성사1동 | 주교동, 성사동                 |
| 성사2동 | 주교동, 성사동                 |
| 효자동  | 북한동, 효자동, 지축동         |
| 삼송1동 | 지축동, 오금동, 삼송동         |
| 삼송2동 | 원흥동, 삼송동                 |
| 창릉동  | 지축동, 삼송동, 동산동, 용두동 |
| 고양동  | 벽제동, 선유동, 고양동, 대자동 |
| 관산동  | 대자동, 관산동, 내유동         |
| 능곡동  | 토당동, 내곡동, 대장동, 신평동 |
| 화정1동 | 화정동                         |
| 화정2동 | 화정동                         |
| 행주동  | 토당동, 행주내동, 행주외동     |
| 행신1동 | 행신동                         |
| 행신2동 | 강매동, 행신동                 |
| 행신3동 | 행신동                         |
| 행신4동 | 행신동                         |
| 화전동  | 화전동, 덕은동, 향동동         |
| 대덕동  | 화전동, 현천동, 덕은동         |

## 연혁
- 고구려 : 개백현, 달을성현
- 신라시대 : 고봉현, 무왕현
- 1413년 조선 태종 13년 : 고양현

본디 ‘덕양현’으로 불렸다. 1413년 조선 태종 13년에 고봉현과 덕양현의 글자를 각각 따서 고양군이 설립되었다. 그 뒤, 조선 연산군 때에는 왕의 사냥터로 바뀌어 주민들이 모두 소개(疏開)되기도 하였다.
- 1471년 조선 성종 2년 : 고양군으로 승격하였다.
- 1992년 2월 1일 : 고양시로 승격하였다.
- 1996년 3월 1일 덕양구를 설치하였다.
- 1996년 10월 21일 화정동을 화정1동, 2동으로 분동하였다.
- 2003년 2월 3일 행신1동과 2동에서 행신3동을 분동하였다.
- 2018년 7월 1일 신도동을 삼송동으로 개칭하였다.
- 2022년 1월 3일 : 흥도동과 삼송동을 흥도동, 삼송1동, 삼송2동으로, 행신3동에서 행신4동을 분동하였다.